# BR-490
De BR-490 is een federale weg in de deelstaat Goiás in het zuiden van Brazilië. De weg is een verbindingsweg die Morrinhos verbindt met Campo Alegre de Goiás. De weg volgt grotendeels het tracé van GO-213.
De weg heeft een lengte van 176 kilometer.

## Aansluitende wegen
- BR-153, GO-147, GO-213 en GO-476 bij Morrinhos
- GO-443
- GO-507
- GO-139
- GO-139, GO-309, GO-412 en GO-540 bij Caldas Novas
- BR-352, GO-307 en GO-330 bij Ipameri
- BR-050 bij Campo Alegre de Goiás

## Plaatsen
Langs de route liggen de volgende plaatsen:
- Morrinhos
- Caldas Novas
- Ipameri
- Campo Alegre de Goiás